# Sventibaldo di Lotaringia
Sventiboldo o Sventibaldo o Zwentibold (870 circa – Susteren, 13 agosto 900) fu re di Lotaringia, dall'895 al 900.

## Origine
Era il figlio primogenito, illegittimo, del futuro re dei Franchi orientali, futuro re d'Italia e futuro imperatore, Arnolfo di Carinzia e della sua concubina, Vinburga († dopo il 18 maggio 898), che viene citata in due Diplomata di Arnolfo, la nº 160 e la N° 162, di cui non si conoscono gli ascendenti.

## Biografia
Il 13 gennaio 888, alla morte dell'imperatore, Carlo il Grosso, suo padre, Arnolfo fu consacrato re dei Franchi Orientali.
Il cronista Reginone riportando che, nell'890, il re Arnolfo aveva concesso il ducato di Boemia al re degli slavi della Grande Moravia (871-894), Svatopluk I, ricorda che Sventiboldo fu battezzato col nome del re dei Moravi, Svatopluk (Zvendiboldus o Zvendibaldo secondo i cronisti del tempo) che lo aveva tenuto a battesimo.
Nell'892, sempre secondo Reginone, il padre, Arnolfo lo investì di una contea nelle vicinanze di Magonza.
Secondo gli Annales Vedastini, Sventiboldo venne incoronato re di Lotaringia, nel maggio 895, durante l'incontro tra suo padre, il re dei Franchi orientali, Arnolfo ed il re dei Franchi occidentali, Oddone, che era venuto a rendere omaggio al carolingio, Arnolfo. Durante il suo regno, Sventiboldo scrisse 28 documenti.
Sventiboldo era stato accettato dalla nobiltà di Lotaringia ma, a causa dei suoi eccessi, per la sua vita dissoluta e per i favori accordati a persone di bassa condizione, era diventato, ben presto, inviso ai propri vassalli, ed era iniziata una guerra tra le due famiglie più potenti del regno, tra i discendenti di Matfrid II e il conte Reginardo I, che appoggiava Sventibaldo.
Nell'897, intervenne suo padre, Arnolfo, che alla dieta di Worms, riuscì a riportare la pace in Lotaringia.
Carlo III il Semplice, il nuovo re dei Franchi occidentali, appena incoronato, nell'898, per allargare i confini del suo regno sino alla riva sinistra del Reno, aveva manifestato un interesse verso la Lotaringia; infatti, in quello stesso anno, invase la Lotaringia, arrivando sino ad Aquisgrana, ma la immediata reazione del re di Lotaringia, Sventiboldo lo costrinse a ritirarsi.
In quello stesso anno però riprese la rivolta dei nobili contro Sventibaldo, che ebbe contro anche il casato di Reginar, guidato dal conte Reginardo I a causa della sua condotta dissoluta come confermano gli Annales Lobienses, quando ricordano la sua morte.
Sventiboldo stava cercando di reprimere la ribellioni della nobiltà quando suo padre morì nel dicembre 899, e all'inizio del 900, fu deposto da re di Lotaringia, ed il suo fratellastro, Ludovico, nel marzo di quello stesso anno, fu proclamato, Ludovico III re di Lotaringia a Thionville e poi ad Aquisgrana, che a febbraio era stato incoronato re dei Franchi orientali.
Sventiboldo tentò di far valere i propri diritti di successione sul suo giovane fratellastro per stabilire una completa indipendenza del proprio regno. Ad ogni modo l'intera nobiltà appoggiava Ludovico e come tale gli chiese di intervenire.

### Morte
Secondo gli Annales Necrologici Prumienses, Sventiboldo perse la vita nel mese di agosto del 900, durante un combattimento contro i suoi nemici. Reginone ci narra gli eventi che precedettero la morte di Sventiboldo: l'esercito del fratellastro passò il Reno, Sventiboldo raccolse tutte le forze che poteva e si dette a incendiare e devastare, sino a che fu obbligato ad accettare la battaglia in cui perse la vita, ucciso da Gerardo I di Metz.

Secondo altre fonti, Sventiboldo non fu sconfitto e caduto in battaglia, ma fu assassinato a tradimento durante un incontro tra i nobili sulla Mosa il 13 agosto dell'anno 900. Comunque sia, secondo le Ægidii Aureævallensis Gesta episcoporum Leodiensium, il beato re Sventiboldo morì nei pressi di Susteren dove fu sepolto nella chiesa da lui stesso fatta costruire ed in cui erano conservate delle reliquie.
Alla morte di Sventiboldo il suo fratellastro Ludovico, divenne anche re di Lotaringia, ma essa venne difatti amministrata da un duca, sin dal 904, appartenente alla dinastia dei Corradinidi, Gebeardo di Franconia.

## Giudizio storico
In meno di cinque anni di regno egli si adoperò nella ricostruzione del paese, devastato dai normanni, e fu proprio sotto il suo governo che vennero installate le prime filande nella zona delle Fiandre, attività che rese le città di quell'area le più fiorenti di tutta l'Europa settentrionale nei secoli successivi. Non bisogna poi dimenticare gli enormi sforzi fatti da Sventiboldo nel tentativo di migliorare le condizioni di vita della popolazione, scelta politica questa che gli costò il trono e la stessa vita nel momento in cui i nobili avidi e meschini gli si rivoltarono contro privandolo di quel sostegno che in quell'epoca era essenziale al mantenimento di una monarchia feudale. Sventiboldo fu probabilmente il primo a tentare una manovra politica così estrema come la cacciata dei nobili e la confisca dei loro beni e possedimenti, al fine di accentrare il potere della corona, ma purtroppo per lui era in anticipo di parecchi secoli e fino ai tempi di Richelieu (il quale riuscì nell'impresa con ben altre finezze diplomatiche) nessun altro osò mettere in discussione il potere dei nobili con tanta audacia.
Non bisogna dimenticare che la maggior parte delle informazioni sulla persona di Sventiboldo che sono giunte fino a noi portano la firma del conte Reginardo (suo principale oppositore), il quale lo dipinge come un folle, dal carattere ribelle e violento. Ma da un'analisi più approfondita dei documenti storici emerge una realtà ben diversa: l'ultimo re di Lotaringia appare come una sorta di sovrano illuminato di molto in anticipo rispetto ai suoi tempi e per questo ne pagò le conseguenze.

## Matrimonio e discendenza
Sventiboldo, nella primavera dell'897, aveva sposato Oda di Sassonia, figlia del duca di Sassonia, Ottone I e di Edvige di Babenberg. Oda a Sventiboldo diede 5 figli:
- Benedetta (888 circa-?), monaca nella abbazia di Susteren, dove divenne badessa e dove fu sepolta[14];
- Cecilia (889 circa-?), monaca nella abbazia di Susteren, dove divenne badessa e dove fu sepolta[14];
- Goffredo di Carinzia;
- Ottone di Lotaringia († 2 dicembre 949);
- Relenda (900 circa-?), definita santa vergine, visse in clausura e fu sepolta nella abbazia di Susteren[16].

Oda successivamente si risposò con l'uccisore di Sventibaldo, Gerardo I di Metz. Alla morte di questo, si risposò in terze nozze con Eberardo di Franconia.

## Ascendenza
|                           |   |                       | Genitori          |  |  | Nonni |  |  | Bisnonni                 |  |  | Trisnonni       |  |
|                           |   |                       |                   |  |  |       |  |  | Ludovico II il Germanico |  |  | Ludovico il Pio |  |
|                           |   |                       |                   |  |  |       |  |  | Ludovico II il Germanico |  |  | Ludovico il Pio |  |
|                           |   | Ermengarda di Hesbaye |                   |  |  |       |  |  | Ludovico II il Germanico |  |  |                 |  |
| Carlomanno di Baviera     |   |                       |                   |  |  |       |  |  | Ludovico II il Germanico |  |  |                 |  |
|                           |   | Emma di Baviera       | Guelfo I          |  |  |       |  |  |                          |  |  |                 |  |
|                           |   | Emma di Baviera       | Guelfo I          |  |  |       |  |  |                          |  |  |                 |  |
|                           |   | Emma di Baviera       | Edvige di Baviera |  |  |       |  |  |                          |  |  |                 |  |
| Arnolfo di Carinzia       |   | Emma di Baviera       |                   |  |  |       |  |  |                          |  |  |                 |  |
|                           |   | …                     | …                 |  |  |       |  |  |                          |  |  |                 |  |
|                           |   | …                     | …                 |  |  |       |  |  |                          |  |  |                 |  |
|                           |   | …                     | …                 |  |  |       |  |  |                          |  |  |                 |  |
| Liutswind                 |   | …                     |                   |  |  |       |  |  |                          |  |  |                 |  |
|                           |   | …                     | …                 |  |  |       |  |  |                          |  |  |                 |  |
|                           |   | …                     | …                 |  |  |       |  |  |                          |  |  |                 |  |
|                           |   | …                     | …                 |  |  |       |  |  |                          |  |  |                 |  |
| Sventibaldo di Lotaringia |   | …                     |                   |  |  |       |  |  |                          |  |  |                 |  |
|                           | … | …                     |                   |  |  |       |  |  |                          |  |  |                 |  |
|                           | … | …                     |                   |  |  |       |  |  |                          |  |  |                 |  |
|                           | … | …                     |                   |  |  |       |  |  |                          |  |  |                 |  |
| …                         | … |                       |                   |  |  |       |  |  |                          |  |  |                 |  |
|                           |   | …                     | …                 |  |  |       |  |  |                          |  |  |                 |  |
|                           |   | …                     | …                 |  |  |       |  |  |                          |  |  |                 |  |
|                           |   | …                     | …                 |  |  |       |  |  |                          |  |  |                 |  |
| Vinburga                  |   | …                     |                   |  |  |       |  |  |                          |  |  |                 |  |
|                           |   | …                     | …                 |  |  |       |  |  |                          |  |  |                 |  |
|                           |   | …                     | …                 |  |  |       |  |  |                          |  |  |                 |  |
|                           |   | …                     | …                 |  |  |       |  |  |                          |  |  |                 |  |
| …                         |   | …                     |                   |  |  |       |  |  |                          |  |  |                 |  |
|                           |   | …                     | …                 |  |  |       |  |  |                          |  |  |                 |  |
|                           |   | …                     | …                 |  |  |       |  |  |                          |  |  |                 |  |
|                           |   | …                     | …                 |  |  |       |  |  |                          |  |  |                 |  |
|                           |   | …                     |                   |  |  |       |  |  |                          |  |  |                 |  |

## Culto
La Chiesa cattolica lo commemora come santo il 13 agosto. A quanto pare le figlie di Sventiboldo erano venerate come sante, nella zona di Maastricht, dove sorgeva l'abbazia, poi col tempo fu accomunato in tale venerazione anche il loro padre.

### Fonti primarie
- (LA)  Monumenta Germaniae Historica, Scriptores, tomus IX.
- (LA)  Monumenta Germaniae Historica, Diplomata Regum Germaniae ex Stirpe Karolinorum, tomus III.
- (LA)  Monumenta Germaniae Historica, Diplomata Regum Germaniae ex Stirpe Karolinorum, tomus IV.
- (LA)  Monumenta Germaniae Historica, Scriptores, tomus XVII.
- (LA)  Monumenta Germaniae Historica, tomus I.
- (LA) Monumenta Germaniae Historica, tomus II, su dmgh.de. URL consultato il 7 dicembre 2012 (archiviato dall'url originale il 5 agosto 2016).
- (LA) Monumenta Germaniae Historica, tomus XXV, su dmgh.de. URL consultato l'8 dicembre 2012 (archiviato dall'url originale il 24 giugno 2013).
- (LA) Monumenta Germaniae Historica, tomus XIII, su dmgh.de. URL consultato l'8 dicembre 2012 (archiviato dall'url originale l'11 luglio 2015).

### Letteratura storiografica
- René Poupardin, I regni carolingi (840-918), in «Storia del mondo medievale», vol. II, 1979, pp. 583–635